# Pentamera rigida
Pentamera rigida is een zeekomkommer uit de familie Phyllophoridae.
De wetenschappelijke naam van de soort werd in 1998 gepubliceerd door Philip Lambert.